# مرشد و مارگاریتا (فیلم ۱۹۹۴)
مرشد و مارگاریتا (روسی: Мастер и Маргарита) یک فیلم روسی در سبک فانتزی است.